# Lilium rhodopeum
Lilium rhodopeum là một loài thực vật có hoa trong họ Liliaceae. Loài này được Delip. miêu tả khoa học đầu tiên năm 1952.